# Saint-Félix-de-Rieutord
Saint-Félix-de-Rieutord é uma comuna francesa na região administrativa de Occitânia, no departamento de Ariège. Estende-se por uma área de 6,77 km². Em 2010 a comuna tinha 465 habitantes (densidade: 68,7 hab./km²).